# ویننا گورا (استان لهستان بزرگ‌تر)
ویننا گورا (استان لهستان بزرگ‌تر) (به لاتین: Winna Góra) یک روستا در لهستان است که در گمینا شرودا ویلکوپولسکا واقع شده‌است. ویننا گورا ۴۲۰ نفر جمعیت دارد.